# James Dunsmuir
James Dunsmuir (8 de julio de 1851 - 6 de junio de 1920) fue un industrial y político canadiense de la Columbia Británica, ligado a la minería del carbón. Desempeñó el cargo de Primer Ministro de la Columbia Británica de 1900 a 1902 y el de Teniente Gobernador de 1906 a 1909. 

## Primeros años y carrera comercial
Hijo de Robert Dunsmuir, fue heredero de la fortuna del carbón de su familia, que dominó la economía de la provincia a fines del siglo XIX y fue una fuerza líder en oponerse al movimiento obrero. Administró el negocio del carbón de su familia desde 1876 hasta 1910, aumentando las ganancias y oponiendo todo tipo de coacciones a la sindicación de los trabajadores. 
En 1905, vendió el Ferrocarril Esquimalt y Nanaimo al Ferrocarril Canadiense del Pacífico, y en 1910, vendió sus compañías mineras de carbón, Union Colliery of British Columbia y R. Dunsmuir & Sons, a la Canadian Collieries (Dunsmuir) Ltd (CCD). 

## Oposición a los sindicatos
En los 42 años que los Dunsmuirs fueron dueños de las minas, nunca reconocieron los intentos de sus empleados de sindicalizarse o de crear mejores condiciones de trabajo. Las amenazas, los espías, las listas negras y la mano de obra esquirol fueron algunas de las tácticas utilizadas por Dunsmuir para romper las huelgas. Cuando no pudo romper una huelga con mano de obra sustituta, usó su influencia para que el gobierno provincial llamara a la milicia. Dunsmuir declaró durante una comisión real: "Me opongo a todos los sindicatos ... Ellos simplemente toman la gestión de la mina ... Quiero la gestión de mis propios trabajos, y si reconozco al sindicato, no puedo tenerla".
Dunsmuir provocó más ira cuando ordenó a los trabajadores que reubicaran sus hogares junto a un nuevo pozo. Los trabajadores padecían los bajos salarios y las condiciones peligrosas que Dunsmuir les impuso. Los propietarios de minas en esa época ignoraban regularmente las más mínimas condiciones sanitarias y de seguridad, y los inspectores provinciales tardaban mucho tiempo en llevarlos ante la justicia.
Dunsmuir contribuyó a que las minas de Columbia Británica se encontraran entre las más peligrosas del mundo. Entre 1889 y 1908,  morían por término medio veintitrés hombres en la producción de cada millón de toneladas de carbón en la Columbia Británica; el promedio de América del Norte en su conjunto fue de seis muertes por cada millón de toneladas. En 1901, mientras servía como primer ministro, muchos hombres perecieron en sus minas.

## Carrera política
Ingresó en la política provincial en 1898, ganando un escaño en la legislatura provincial, y se convirtió en el 14.º primer ministro en 1900. Su gobierno intentó resistir la presión popular para reducir la mano de obra y la inmigración de Asia, no por razones humanitarias, sino para garantizar un grupo de trabajadores barato para sus negocios. También promovió la construcción de ferrocarriles y logró una reparto de asientos en el parlamento más equitativo para  mejorar la representatividad de acuerdo con la distribución de la población en la provincia. 
Dunsmuir visitó Inglaterra y Estados Unidos en 1902, pero después de su regreso perdió el interés por la política y renunció como primer ministro en noviembre de 1902. En 1906, se convirtió en el octavo vicegobernador de la provincia. Se retiró en 1909 y vivió los años restantes en la mansión que había construido en Hatley Park.

## Legado
Dunsmuir fundó la ciudad de Ladysmith (Columbia Británica). Está enterrado en el cementerio Ross Bay en Victoria (Columbia Británica). 
Una de sus hijas, Jessie Muriel, se casó en primeras nupcias con el modisto Edward Molyneux. Su segundo hijo, James A. Dunsmuir Jr., murió en el hundimiento del RMS Lusitania en 1915. Su última hija, Dola Dunsmuir, se casó con el teniente comandante Henry Cavendish y se rumoreaba que era la amante de Tallulah Bankhead.

## Galería

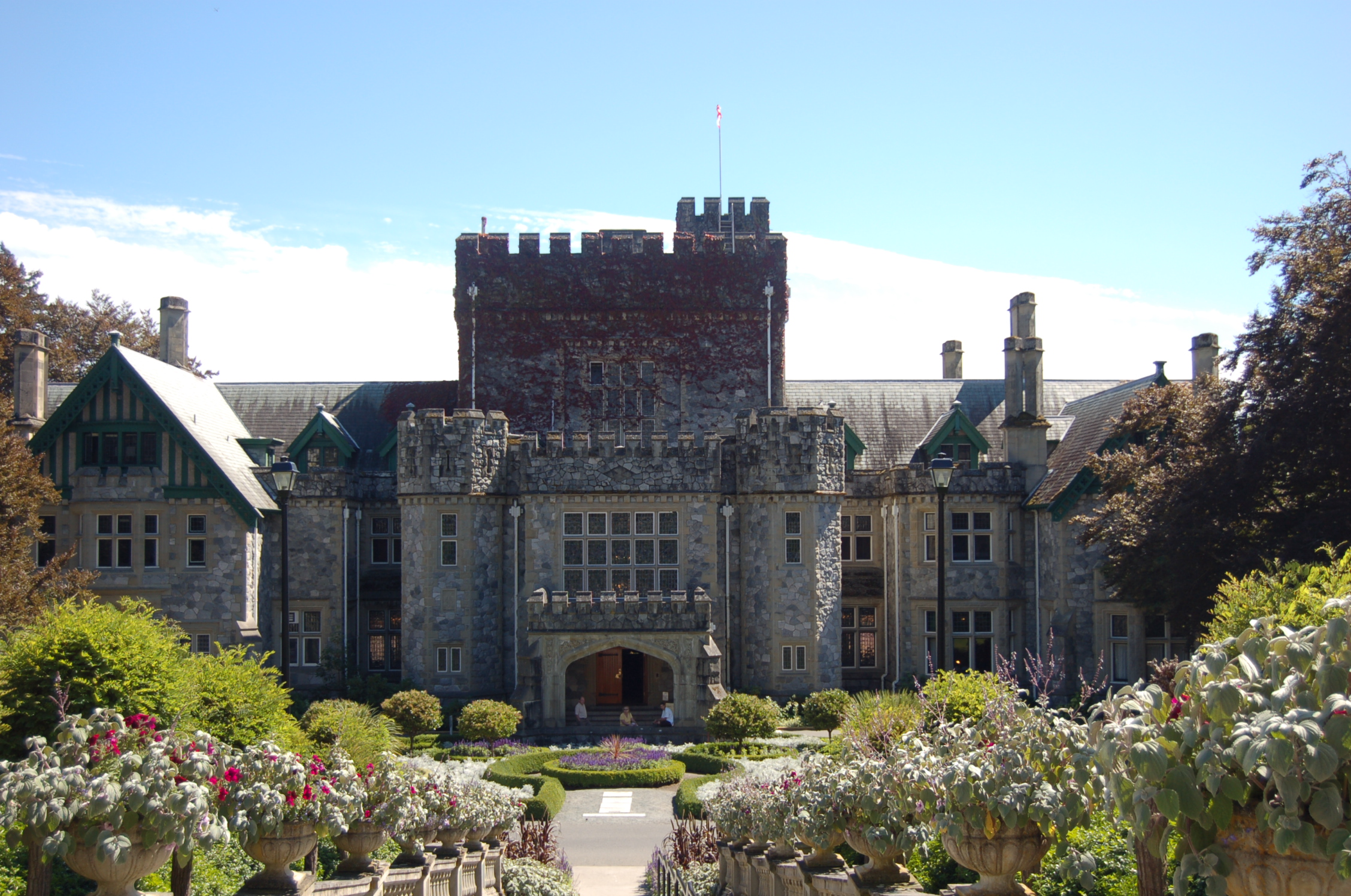
Castillo de Hatley, c. 2006
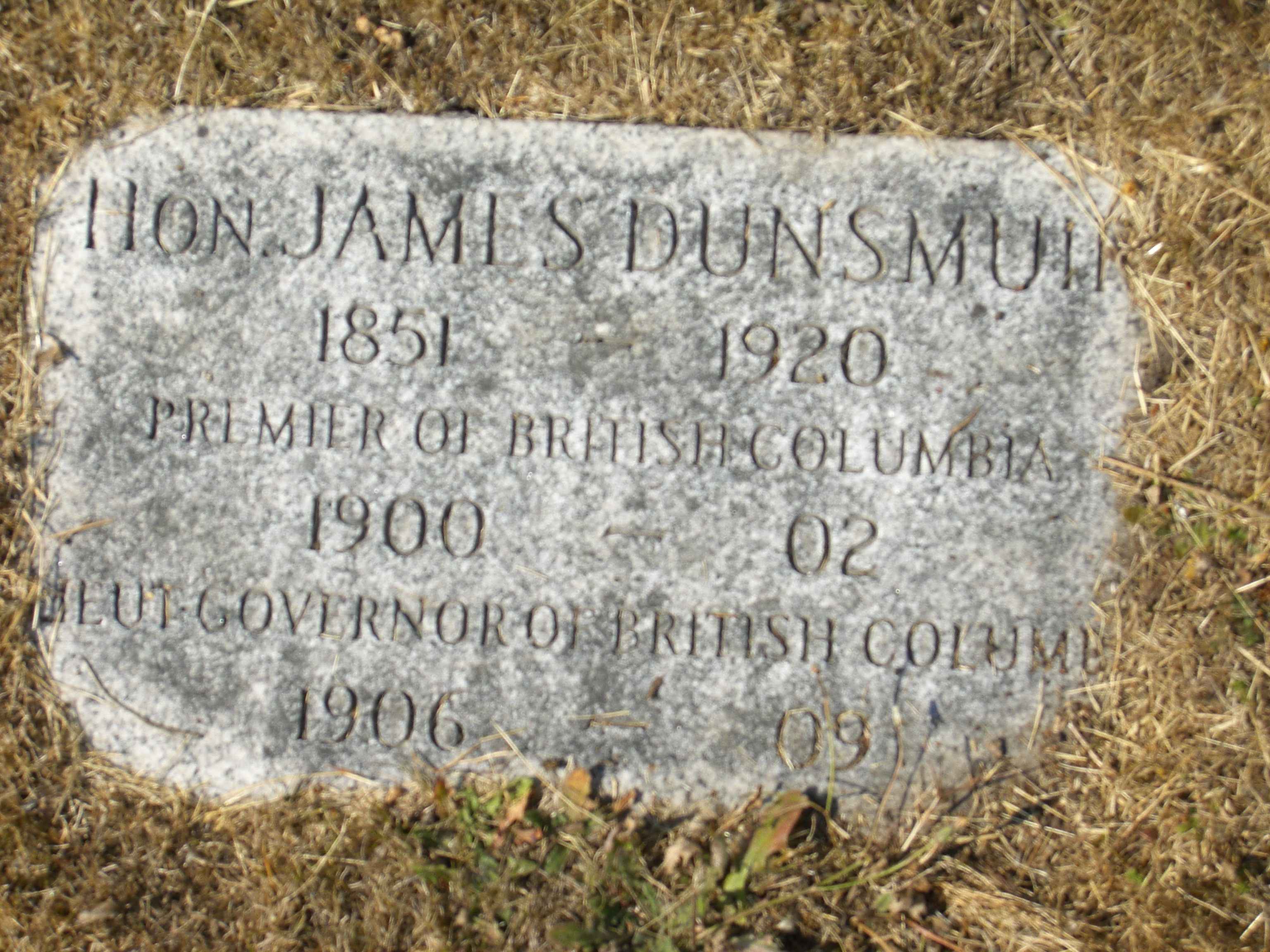
Lápida de James Dunsmuir en el cementerio de Ross Bay, en Victoria
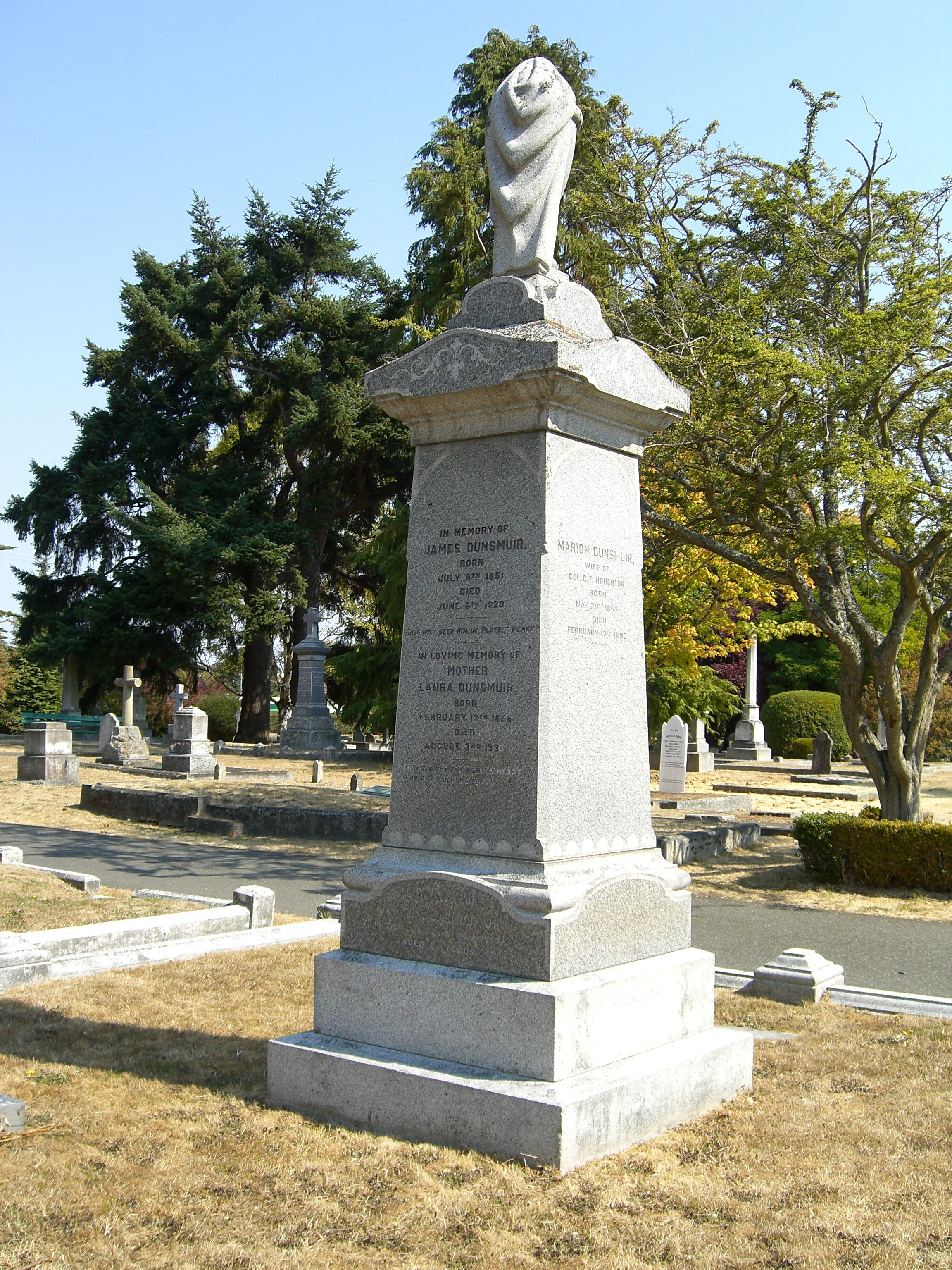
Monumento de la familia Dunsmuir en el cementerio de Ross Bay en Victoria